# Teatro para Alguém
O Teatro Para Alguém é um grupo teatral brasileiro, formado em 2008 em São Paulo. Influenciado pela revolução digital dos anos 2000, procurou pesquisar novas formas de se criar, produzir, e difundir o teatro a partir dos conceitos da Cultura digital e da Cibercultura.

## História
O grupo Teatro Para Alguém surgiu em 2008 a partir de uma pesquisa da atriz e diretora Renata Jesion e do diretor de fotografia Nelson Kao. Eles viram na Internet uma ferramenta adicional capaz de renovar, democratizar e popularizar o Teatro, influenciados pelos novos paradigmas da Cultura Digital, entre eles:
- O conteúdo colaborativo da rede (como ir além dos trabalhos teatrais em processos colaborativos consagrados por grupos como o Teatro da Vertigem);
- A sua reprodutibilidade (músicas e arquivos podem ser copiados e distribuídos livremente na rede, tornando confuso o que é original e o que é cópia);
- A sua natureza remixável (samplers de música, tratamento de fotos digitais);
- A livre circulação do bem cultural digital (as redes de compartilhamento de músicas e vídeos serviu de inspiração para que todas as webpeças, webséries, webfilmes e fotos sejam até hoje totalmente gratuitas e livres para embed em qualquer site, podendo até serem baixadas) [4].

Ao pesquisar mais a fundo a melhor forma de apresentar espetáculos via Internet, o grupo viu que a primeira questão era a necessidade de uma câmera que captasse a encenação. Esta fase fez com que o grupo iniciasse quatro frentes de trabalho permanentes e simultâneos:
- Linguagem: Como fazer Teatro para uma câmera sem se tornar Cinema? Ao abdicar do corte, instrumento básico da linguagem audiovisual, e realizar as apresentações sempre em tempo real (ao vivo) e em plano-seqüência (sem cortes), o grupo passou a pesquisar as possibilidades deste tipo de formato e seus limites.
- Fotografia: Como toda a peça é captada pela câmera, tornou-se indispensável o domínio técnico dos equipamentos de captação e de iluminação, que se tornou semelhante ao utilizado pelo Cinema.
- Interpretação: atuar numa webpeça, se utilizando de uma câmera como meio, entre as linguagens do audiovisual e do teatro, é diferente de atuar numa peça ou num filme?
- Tecnologia: Como levar todos os aspectos acima para o público: A criação de um site, a criação de uma infraestrutura tecnológica (servidores de hospedagem, servidores de streaming, gerenciamento do banco de dados, pesquisa sobre ferramentas e softwares livres)[5][6].

Em 27 de novembro de 2008, após uma gestação pesquisando as possibilidades da Internet, o grupo finalmente publicou o seu site. Nos primeiros dias de publicação, mais de 3000 visitantes diários acessaram o site, comprovando o que antes era apenas intuição: existe um público carente de peças humanas e simples, realizadas artesanalmente, com liberdade criativa. Ao realizar peças com total liberdade, sem a preocupação econômica gerada pelas metas de audiência e as amarras estéticas dos programas televisivos ou dos compromissos comerciais que a indústria cinematográfica impõe, o grupo Teatro Para Alguém (TPA) atingia diretamente um novo público, o que habita nas áreas mais remotas do país, que vai além de todas as fronteiras geográficas e econômicas, através de sua publicação na rede .
Um ano após a inauguração do site, o processo colaborativo se tornou uma questão sempre presente dentro do grupo, que foi trabalhada de formas diferentes:
- Democratizando o site do Teatro Para Alguém, abrindo-o para a exibição do trabalho de outros grupos convidados. Entre outros, foram convidados os Satyros, Elias Andreato, a Cia Auto-Retrato, a Cia Fábrica São Paulo e o espetáculo “O Ovo e a Galinha”, de Vanessa Bruno e Angélica di Paula. Também todo os anos cerca de 12 peças inéditas são convidadas para se apresentarem com total liberdade no TPA, em parceria com o Núcleo de Dramaturgia do SESI / British Council.[9][10][11]
- Iniciando uma pesquisa interna no grupo implementando o processo colaborativo na criação dos espetáculos do TPA, que iniciou com a peça “Nunca Feche o Cruzamento”.
- Intensificando o trabalho com artistas convidados (de teatro e de outras áreas, como o Cinema) para participar das webpeças, webséries e webfilmes do Teatro Para Alguém, de modo a propiciar um radical intercâmbio de propostas diferentes e a autoria colaborativa de todos os trabalhos. Nesta forma de parceria já trabalharam artistas como Mário Bortolotto, Lourenço Mutarelli, Miriam Mehler, Antônio Prata, Iara Jamra, José Mojica Marins (Zé do Caixão), Sérgio Roveri, Paulo César Peréio, Marco Antônio Braz, Antônio Petrin, Marta Góes, Helena Ignez, Ângela Dip, Andréia Horta, Yara de Novaes, Cynthia Falabella, Fernando Alves Pinto, Henrique Schafer, Sabrina Greve, Gilda Nomacce, Zé Henrique de Paula e Arrigo Barnabé e outros 228 artistas.[12][13][14]
- Buscando o intercâmbio com outras companhias que trabalham questões correlatas ao grupo. Em fevereiro de 2011 o grupo realizou na Oficina Cultural Oswald de Andrade uma série de atividades denominado “Teatro em Conexão”. Entre outras coisas, o TPA realizou uma série de debates com artistas e grupos teatrais, na qual participaram os diretores Antônio Araújo (do Teatro da Vertigem), José Fernando de Azevedo (do Teatro dos Narradores) e Marcelo Lazaratto (da Cia Elevador de Teatro Panorâmico). Todos os debates foram filmados e estão disponíveis no site do grupo e no Youtube.[15] Em dezembro de 2012 foi realizada na mesma Oficina Cultural a I Mostra Teatro Para Alguém, apresentando presencialmente e por streaming recriações de cinco peças do repertório do grupo.[16][17]

Os trabalhos do Grupo Teatro Para Alguém foram vistos em 91 países, atingindo todos os continentes. Em média, mais de 1500 espectadores diários acessam os conteúdos do TPA, entre webpeças, webséries, fotos, vídeos diversos e textos espalhados livremente em diversos sites. Dentro do Brasil, 61% das visitas não provêm das três maiores cidades do país (São Paulo, Rio de Janeiro e Belo Horizonte), ou seja, o grupo já oferece peças de conteúdo e com qualidade para cidades que nunca tiveram acesso. O Google identificou 780 cidades brasileiras que acessaram diretamente o site em 2011. Destas, quase 3% das visitas já são realizadas pelo celular, ou seja, de qualquer lugar do país.

## Livros e teses
O Teatro Para Alguém também já foi tema de pesquisas, teses e um livro. Como é o caso da pesquisa do jornalista Leonardo Foletto sobre Teatro e a Cultura Digital que resultou no livro “Efêmero Revisitado – Conversas sobre Teatro e Cultura Digital”, contemplado com a Bolsa Funarte de Reflexão Crítica em Mídias Digitais de 2010. E das teses de Leonardo Amorim Roat - “As Artes Cênicas em um Mundo de Carbono e Silício”: Perspectivas de (re)significação dos elementos cênicos constituintes na cena contemporânea a partir da incorporação da linguagem audiovisual e hipermídia", Universidade do Sul de Santa Catarina - e de Daniela Santos de Farias - “Convergência de Linguagens, Artes Visuais: Cinema, Vídeo, Teatro e Internet”.

## Prêmios e indicações
Toda a complexidade e o ineditismo desta experimentação artística foi reconhecida pelo público e pela crítica. Em 2009 o grupo foi indicado ao 22º Prêmio Shell de Teatro 2009 de São Paulo, na Categoria Especial, pela “iniciativa de criação cênica via internet.. Em dezembro de 2010, o grupo foi contemplado pelo Programa Petrobrás Cultural 2010, para Cultura Digital – Apoio ao aprimoramento de websites brasileiros já existentes, selecionado entre mais de 140 projetos.